# ألغاز فارسية
المصطلح الفارسي للغز هو شستان (حرفيًا يُترجم إلى "ما هو؟") وهي كلمة تظهر بشكل متكرر في الصيغ الافتتاحية للألغاز الفارسية. ومع ذلك، فإن الكلمة العربية المستعارة لغز تُستخدَم أيضًا. تتناول الأدلة البلاغية الفارسية التقليدية الألغاز دائمًا، لكن أدب الألغاز الفارسية لم تحظَ باهتمام كبار لغوييها المعاصرين، كالألغاز العربية ومع ذلك، ففي تقييم أ. أ. سيد جوهر: «تزودنا الألغاز الأدبية الفارسية ببعضٍ من أكثر الاستعارات والصور الجديدة والمعقدة في الشعر الفارسي».

## الأنواع وتاريخها
تظهر الألغاز الفارسية في أشكال أدبية مختلفة، ومن المفيد تتبع تاريخ اللغز الفارسي من خلال هذه الأشكال. من المفترض أن الألغاز الشعبية كانت متداولة في اللغة الفارسية منذ العصور المبكرة، والألغاز بارزة في الروايات الفارسية التي تدور أحداثها في العصور السابقة قبل الإسلام، مما يشير ربما إلى الشعبية المبكرة لهذا النوع، ثم ازدهرَت في العصر الذهبي للإسلام. مثل كلألغاز العربية تُعتَبَر التلميحات الجنسية شائعة في الألغاز الفارسية في العصور الوسطى، كما هو الحال في أنواع أخرى من الوصف المجازي.

### فترة العصور الوسطى (العصر الذهبي للإسلام)
من غير الواضح كيف تم تنفيذ الألغاز الفارسية في العصور الوسطى في الواقع. في حين أن نوع الألغاز المعروف باسم "المعماة" كان متداولًا في المخطوطات دون حلول، وقد زُوِّدَت الألغاز بحلولها في المخطوطات التي تعود إلى العصور الوسطى وما بعدها، لذلك فمن الممكن أن يعلن الشعراء عن الحل قبل حل اللغز.

#### الألغاز الأدبية والوصفية
تتداخل هذه الألغاز مع النوع الأدبي للوصف (الوصف المجازي التفصيلي)، وتظهر عادة في القسم الافتتاحي (النسيب) من القصيدة. ويبدو واضحًا أن اللغز الأدبي نشأ من الوصف. يتضمن هذا النوع أقدم الألغاز الفارسية الموثقة، من حوالي القرن التاسع إلى القرن الحادي عشر. قد لا تكون بعض الأمثلة في الأصل ألغازًا، بل كانت أوصافًا مجازية، وأصبحت أثناء النقل منفصلة عن سياقاتها الأصلية، بحيث بدت وكأنها ألغاز في هذه العملية. ومن الأمثلة على ذلك هذا المثال المجهول الذي ذكره شمس قيس في كتابه المعجم (وهو في شعر عمودي كالعربية):
ما هو الشيء الذي يُمزّق إلى قطع صغيرة

كل ما يقع في فمه الخالي من الأسنان؟

إذا وضعت أصابعك في عينيه

ستنتصب أذناه على الفور.
الجواب هو "المقص".

وبما أن الأدب الوصفي الشائع للغاية في الأسلوب الخراساني أصبح مجازيًا بشكل متزايد، فقد أصبح بالضرورة أشبه بالألغاز، وبحلول القرن الحادي عشر يمكن تحديد شكل مُدوَّنٍ تقريبًا للألغاز، على الرغم من أن الحدود بين اللغز والوصف من الصعب جدًا رسمها: النصوص التي يمكن تصنيفها بشكل لا لبس فيه على أنها ألغاز ليست كثيرة والعملية التي ظهر بها اللغز شكلًا أدبيًّا ليست واضحة تمامًا. ومع ذلك، كان من أبرز رواد شكل اللغز الوصفي الشاعر المبتكر مسعود سعد سلمان (توفي عام 1121)، الذي ألف على الأقل اثني عشر لغزًا أو وصفًا يشبه الألغاز، وخلفاؤه عثمان المختاري (توفي في عام 1118-1121) وحكيم السنائي (توفي عام 1131-1141)، والأمير المعزّي (توفي عام 1125)، الذي يتضمن ديوانه أربعة عشر لغزًا. ومن الأمثلة على ذلك اللغز التالي الذي طرحه أمير معزي، والذي يتضمن سلسلة من التورية على المعاني المختلفة لكلمة تير ('الرتبة، الأهمية؛ عطارد، المرتبط بالكتبة والعلماء؛ السهم'):
ما هو ذلك الجسم الذي نال "تير" [أهمية] من "تير" السماء [عطارد]؟

له شكل "تير" [سهم]؛ لقد ثبت أركان الإمبراطورية كـ"تير" [سهم].

عندما يبكي، تبتسم الروح في الجسد؛

عندما يصرخ، يبتهج "تير" [عطارد] في السماء.

عندما يذرف الدموع، يُظهر جواهر ثمينة،

من خلال صوته، يُخبر عن صراعات العقل.

كل ما تتخيله الطبيعة، تُجمعه

وتعلق على كل ما يُولّده الخيال.
تميل الألغاز الأدبية اللاحقة إلى أن تكون غامضة جدًا في الأسلوب، حتى أنها أصبحت غير قابلة للحل اليوم.

#### مسابقات الحكمة في الرومانسية الملحمية
تتضمن العديد من الرومانسيات الفارسية نوعًا من اختبار الحكمة اللفظية. أقدمها هو فاميق وعذراء للمؤلف أبو القاسم حسن في القرن الحادي عشر، ولكن اللغز الأكثر وضوحًا الذي يتوافق مع الألغاز التي نعرفها اليوم هو ما نجده في كتاب "شاه نامه" الشهير، عندما يطلب منوشهر من ستة كهنة اختبار ذكاء زال في بدلته لرودابة. وهذه الألغاز أقل غموضًا من الألغاز الوصفية، وتميل إلى إبراز الاستعارات والمجازات التي من المتوقع أن يتعرف عليها أي شخص على دراية بالاتفاقيات الشعرية الفارسية. على سبيل المثال، في الشاه نامه (وسنأخذ هنا نسخة واحدة فقط من نصها، الذي يختلف بشكل كبير من مخطوطة إلى أخرى)،
قال كاهن آخر: أيها المحارب الفخور: هناك حصانان نبيلان سريعان

أحدهما كالبحر الأسود، والآخر يلمع كالبلور الأبيض.

كلاهما يبذل جهده، ويتسابقان بسرعة

لكن لا أحد منهما يستطيع اللحاق بالآخر.
يجيب زال على هذا اللغز على النحو التالي:
الحصانان اللذان يركضان، أسود وأبيض،

لا يستطيع أحدهما اللحاق بالآخر في السباق

اعلم أيها المحير أنهما الليل والنهار

لكي تشعر بالحيرة.

#### ألغاز أخلاقية فلسفية
يظهر نوع محدد للغاية من الألغاز في القرن الثاني عشر، في الملاحم الأخلاقية الفلسفية، في شكل اخترعه على الأرجح عثمان المختاري، الذي استخدمه في حنا نامه: يتألف اللغز من عشرة أبيات شعرية تطرح أسئلة أخلاقية، تليها أبيات شعرية يقدم فيها الشاعر إجاباته. ومن الأمثلة على ذلك اللغز التالي (أبيات حنا نامه 343-52):
قال: فما ذلك الغصن المعطاء؟

سحابة الرخاء وشمس الكرم،

وجه الكرم وجسم الشهامة،

جوهر اللذة وجوهر البهجة،

عنوان التأييد ورسالة الإهداء،

منبع الرزق وينبوع الحياة،

منشأ الكرم وأصل الجزاء،

بحر الفضل ومعدن الجود،

زينة وجمال الخاتم والخنجر،

مسكن وملجأ النصر والفتح.

هو احتقار الذهب واحتقار العملات،

هو فخر اللجام وإجلال القلم.

لو اتخذت السحابة عاداتها،

لأحاطت بالناس دون تمييز.

لو تركت الشمس آثارها كما تفعل هذه،

لتحولت الجبال إلى جواهر

والصحاري إلى ذهب.

حركاته طلائع الثواب،

وجبينه يُنير عيون الجود.

في وقت الجهاد أقوى من البحر،

وفي ساعة العطاء أكرم من السماء.
يقدم الراوي الحل التالي:
قلتُ هذه يد الملك المُعطي

مولى العالم وسيد المملكة

ما دام الماء والتراب والنار والريح موجودين

فليكن قبضته على العالم مطلقة».

#### الألغاز العرضية
كما تشهد الأدبيات الفارسية في العصور الوسطى على العديد من المقاطع (الرباعيات) التي تشكل اختبارات متنوعة، وغالبًا ما تكون عرضية ، للذكاء.

#### المعماة
كما اعتمدت اللغة الفارسية أيضًا شكل اللغز "المعماة" من اللغة العربية. هذه الألغاز مكتوبة بالشعر، ولا تتضمن عنصرًا استفهاميًّا، بل تتضمن أدلة حول حروف أو أصوات الكلمة. الدراسة الرئيسة من إعداد شما أنوري الحسيني.

### ألغاز شعبية
على الرغم من أن الألغاز الشعبية لم يتم إثباتها حتى وقت قريب نسبيًّا، فمن المفترض أنها كانت موجودة منذ العصور القديمة، وتسبق وتؤثر على تقليد الألغاز الأدبية في العصور الوسطى. ويبدو أن المجموعة الرئيسة لا تزال هي التي نشرها تشارلز سكوت في عام 1965.
يحدد سكوت الأشكال الرئيسة التالية (المتداخلة أحيانًا) في ألغازه، والتي جُمعَت في أوائل القرن العشرين في طهران وأفغانستان:
ألغاز بعدد مقاطع مكافئ في كل سطر. وهي الفئة الأكثر شيوعًا. العديد منها يتكون من سطرين فقط، لكن بعضها يمتد إلى ثلاثة (طهران) أو ستة (أفغانستان) وقد يتناغم.
ألغاز تبدأ بصيغة المقدمة ʔan čist (ke)... (طهران) أو u(ʔan) čis(t) ke (أفغانستان) ("ما هذا (الذي)...").
ألغاز مبنية على أدوات الربط hæm ... hæm ... ("كلاهما... و...") (طهران فقط). حلول هذه الألغاز هي كلمات ذات معنيين.
ألغاز تتكون من عبارة واحدة (أفغانستان فقط).وفيما يلي أمثلة على الأنواع الأربعة:
| siyodó sefìd púš nešæstǽn yék sòrx púš bærášun míræqse dæháno dændán | اثنان وثلاثون جالسون يرتدون الأبيض. وواحد يرتدي الأحمر يرقص فوقهم. الجواب: فم وأسنان. |

(طهران، عدد المقاطع المكافئة في كل سطر)
| dó næfær hǽrče midæván behǽm némiræsǽn šæborúz or čærxáye dočærxé | هما شخصان. مهما ركضا، لا يلتقيان أبدًا. الجواب: الليل والنهار (والبعض يجيب عجلات الدراجة) |

(طهران، عدد المقاطع المكافئ في كل سطر، قافية)
| ʔán číst ke xæfáš mesálæst bæ róz dær xɪlwǽte šæb hæmnæfáse gɪriyǽʔo sóz mumindÍlo safitǽno ʔæfróxtæ róx šǽb xézo sæhærnɪšíno májlɪs ʔæfróz šǽm | ما هذا الذي يشبه الخفاش في النهار، في هدوء المساء رفيقٌ للبكاء والألم الحارق، قلبٌ من دهن وجسمٌ شفافٌ ووجهٌ ناصعٌ، يستيقظ في المساء، ويرتاح في الصباح، وهو رفيقٌ نابضٌ بالحياة. الجواب: شمعة |

(أفغانستان، قافية آبا، تتبع نمط الرباعية المعروف باسم čar bayti المستخدم أيضًا في كلمات الأغاني الشعبية.)
| hǽm dær bædǽne ʔensánæst hæm dær mašín dændé | إنه موجود في جسم الإنسان وفي الآلة. الجواب:الأسنان (ويقصد الترس في الآلة) |

(طهران)
| gošt darǽ ustoxán nè kérm | فيه لحم [ولكن] لا عظم. الجواب: الدودة |

(أفغانستان، عبارة واحدة)

#### شستان
يسجّل سكوت أيضًا لعبة ألغاز ذات صيغة مُعقّدة للغاية من أفغان. يطلب المُتحدّث (س) من المُتحدّث (ح) تخمين عائلة حقيقية من معارفه من خلال عدّ أفرادها، مُختتمًا بصيغة "ešan zænu šuy" ("هم، الزوجة والزوج") على غرار هذا المثال:

| S: čɪstan čɪstan čís H: dær xáne kís S: dær xané an šǽxse ké dú bačǽ darǽ yǽk doxtǽr ešán zǽnu šúy H: [gives the name of some family member meeting this description] | س: لغز، لغز، ما هو؟ ح: في بيت من هو؟ س: في بيت من لديه ولدان، وبنت، وزوجة وزوج. ح: [يذكر اسم أحد أفراد العائلة الذي ينطبق عليه هذا الوصف] |

إذا فشل المستمع في تخمين الإجابة، فيجب عليه أن يتظاهر بمنح المدينة للمتحدث، من خلال الصيغة التالية:
| S: xay šar bɪti. H: xo, yazni æz tu. S: xo, yazni æz ma. ziyaratayša ziyarat konum. jayay xubiša begærdum, mewayša boxorum. jayay xærabIš kamil æz tu. tærmami čizay xubiš æz ma, xarabayš æz tu. čIra nægVfti ke xane salimina. | س: إذن أعطني مدينة. ح: حسنًا، غزنة لك. س: حسنًا، غزنة لي. هل لي أن أزور أضرحتها. هل لي أن أتجول في خيراتها، هل لي أن آكل ثمارها. كل شرورها لك. كل خيراتها لي، وكل شرورها لك. لماذا لم تقل إنها دار آل سليم؟ |